# Estação Ferroviária de Ourique
A Estação Ferroviária de Ourique é uma gare encerrada da Linha do Alentejo, que funciona como entroncamento com o Ramal de Neves-Corvo, e que servia a localidade de Ourique, no distrito de Beja, em Portugal.

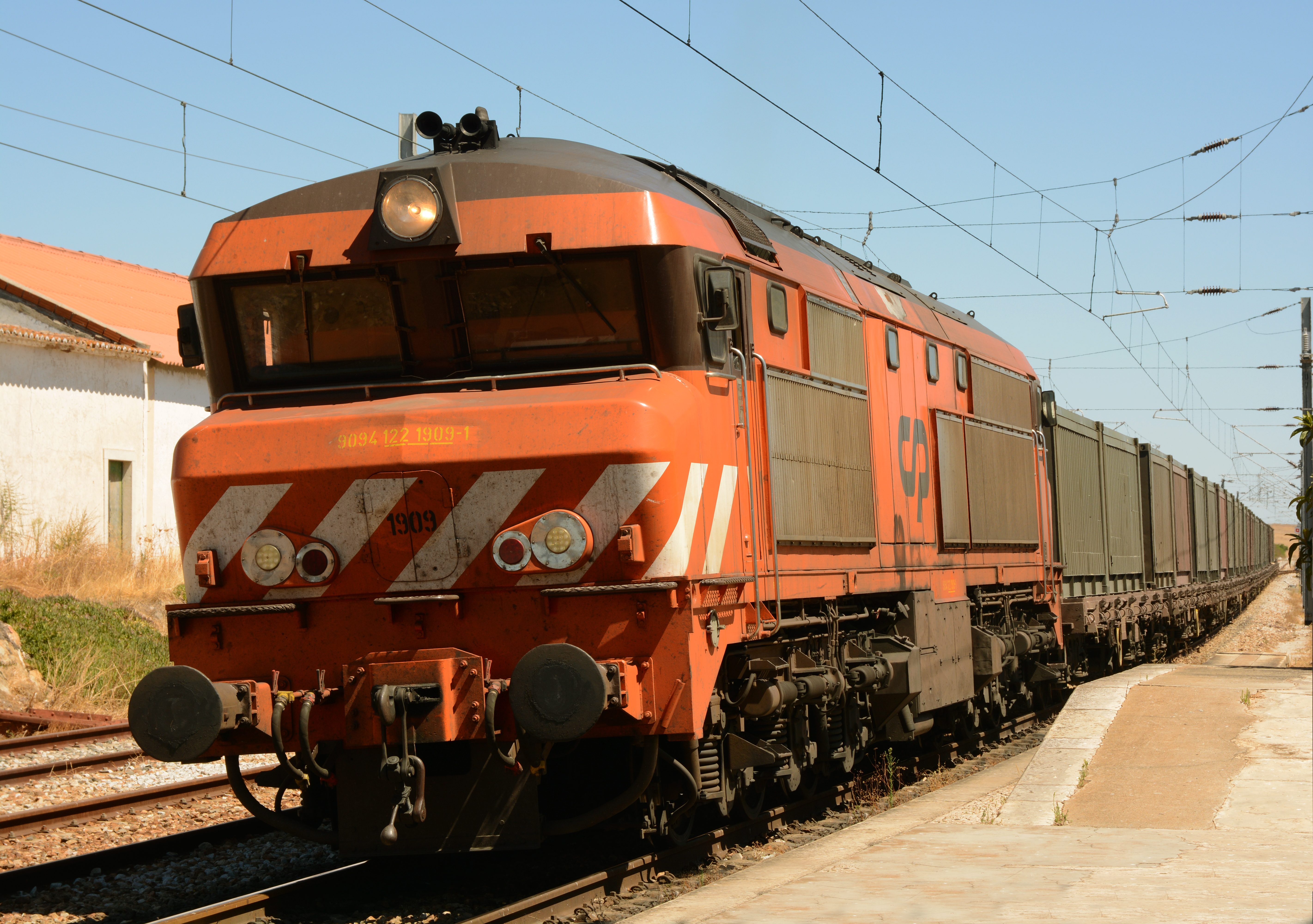
Comboio de minério na estação de Ourique, em 2015.

## Descrição

### Caraterização física
O edifício de passageiros situa-se do lado sudeste da via (lado esquerdo do sentido ascendente, para Funcheira). Em dados de janeiro de 2011, apresentava duas vias de circulação, ambas com 271 m de comprimento, e uma só plataforma, que tinha 114 cm de altura e 10 m de extensão. Nesta estação insere-se na rede ferroviária o Ramal de Neves Corvo.

## História

### Inauguração
Esta interface insere-se no lanço da Linha do Alentejo entre Casével e Amoreiras-Odemira, que entrou ao serviço no dia 3 de Junho de 1888.

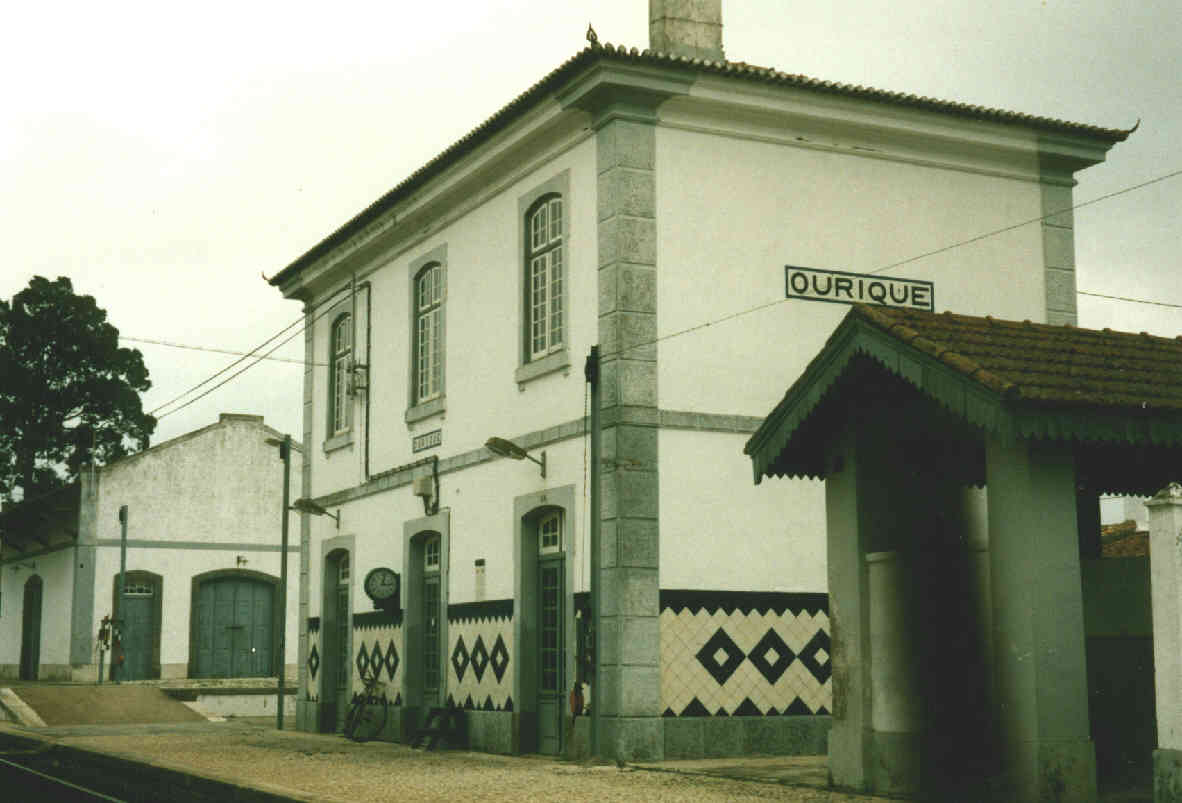
Vista da estação, em 1998.

### Século XX
Em 28 de Novembro de 1903, o estado destinou fundos para a conclusão das obras da Estrada Distrital n.º 154, que ligaria esta estação a Santa Margarida da Serra.
Em 1913, existia um serviço de diligências ligando a vila de Ourique à estação ferroviária.
Em 20 de Junho de 1934, a Junta Autónoma de Estradas abriu um concurso para a instalação do empedrado na Estrada Nacional 22-1ª, no troço entre a estação de Ourique e a vila de Castro Verde.

### Supressão dos serviços
Os serviços regionais entre Beja e Funcheira foram suprimidos no dia 1 de janeiro de 2012 pela operadora Comboios de Portugal, que apontou a reduzida procura e consequente prejuízo como motivo para esta supressão.